# سیارک ۲۶۶۶۴
سیارک ۲۶۶۶۴ (به انگلیسی: 26664 Jongwon، نامگذاری:2000YB7)۲۶۶۶۴مین سیارک کشف شده است که در ۲۰ دسامبر ۲۰۰۰ کشف شد.